# 艾因夏姆斯大学
艾因夏姆斯大学（阿拉伯語：جامعة عين شمس），或译为艾因闪姆苏大学、爱因舍姆苏大学，是位於埃及首都開羅的一所大學。

## 沿革
該校成立于1950年7月，原名易卜拉欣帕夏大学（جامعة إبراهيم باشا），是埃及历史第三悠久的非宗教本土公立大學，僅次於开罗大学和亚历山大大学。
1952年7月23日革命之后，埃及的大学名词要根据国家的历史地标来命名。1954年2月21日，大学更名为赫利奥波利斯大学（جامعةالهليوبلس）。同一年，再更名为艾因夏姆斯大学。

## 校內院系和研究机构
- 1950年，只有8个学院：文学院、法学院、工商学院、理学院、工程学院、医学院、农学部、女子学院。
- 1969年，始于1880年的师范学院成为大学的第九个学院—教育学院。
- 1973年，始于1835年的语言学院（Kulye Al-Alsun，كلية الألسن）成为大学的第十个学院。
- 1980年，建立护理学院。
- 1994年，根据法令建立了药学院、牙科学院、计算机技术学院。并于第二年开始教学。
- 1998年，特殊教育学院 كليّةُ التربية النوعية并入大学。

### 研究所
- 1981年，成立儿童研究所。
- 1982年，成立环境研究所。

## 相关條目
- 埃及大学列表